# مسابقات قهرمانی هندبال زنان جهان
مسابقات قهرمانی هندبال زنان جهان مهم‌ترین مسابقات بین‌المللی هندبال داخل سالن زنان دنیا است که با شرکت برترین تیم‌های ملی هندبال زنان دنیا از سال ۱۹۵۷توسط فدراسیون بین‌المللی هندبال برگزار می‌شود.
این مسابقات از سال ۱۹۹۳ هر دو سال یک‌بار انجام می‌شود. آخرین دوره این مسابقات در سال ۲۰۱۱ در برزیل میزبانی شد و با قهرمانی تیم ملی نروژ به پایان رسید. در سه دوره قبلی در سال‌های ۲۰۰۵، ۲۰۰۷ و ۲۰۰۹ تیم ملی روسیه به قهرمانی رسیده بود.. در سابقات سال ۲۰۱۱ تیم‌های فرانسه و اسپانیا به مقام دوم و سوم رسیدند. در مسابقات سال ۲۰۰۹ که در چین برگزار شد تیم‌های فرانسه و نروژ به مقام‌های دوم و سوم رسیدند و در سال ۲۰۰۷ در فرانسه هم تیم‌های نروژ و آلمان به مقام دو و سوم رسیدند.

## برندگان
در طول ۱۸ دوره برگزاری این مسابقات در قبضه تیم‌های اروپایی بوده است. کره جنوبی تنها تیم غیراروپایی است که یک‌بار در ۱۹۹۵ برای دریافت مدال طلا و یک‌بار در ۲۰۰۳ برای دریافت مدال برنز به روی سکو رفته است. کره جنوبی در ۱۹۹۰ و چین در ۲۰۰۹ تنها میزبان غیر اروپایی این رقابت‌ها بوده‌اند.
تیم ملی شوروی با ۴ قهرمانی، و تیم‌های ملی روسیه و آلمان شرقی هر یک با سه دوره قهرمانی در این مسابقات موفق‌ترین تیم‌ها در تاریخ مسابقات قهرمانی هندبال بانوان جهان بوده‌اند، این در حالی‌ست که تیم مجارستان ۹ بار به کسب مدال در این مسابقات نائل آمده‌است.